# Rolf-Oliver Schwemer
Rolf-Oliver Schwemer (* 4. März 1965 in Mönchengladbach) ist ein deutscher Jurist und Politiker (parteilos) und war von 2008 bis Juni 2024 Landrat des Kreises Rendsburg-Eckernförde.

## Leben
Nach dem Abitur 1984 am Wilhelmgymnasium in Kassel und Grundwehrdienst bei der Bundeswehr begann er 1985 eine Ausbildung zum Bankkaufmann bei der Dresdner Bank AG in Kassel, welche er 1987 abschloss. Anschließend folgten ein Studium der Rechtswissenschaft an der Universität Göttingen und Leuven (Belgien), Dissertation und ein zweijähriges Referendariat am OLG Schleswig, bevor er 1996 die 2. juristische Staatsprüfung ablegte.
Seine berufliche Laufbahn begann bei der Kreisverwaltung Dithmarschen als Assessor und wurde von 1997 bis 2000 durch eine Tätigkeit als Syndikusanwalt der Dresdner Bank AG in Frankfurt am Main unterbrochen. Seit 2000 war er stellvertretender Landrat des Kreises und zuständig für die Geschäftsbereiche Bau, Wirtschaft, Ordnung und Umwelt.
Unter seiner Leitung erfolgte eine Umorganisation der Verwaltung mit den Zielsetzungen Haushaltskonsolidierung und Wirtschaftsfreundlichkeit. Im November 2007 wurde als erste deutsche Kommunalverwaltung der Kreis Dithmarschen mit dem RAL-Gütezeichen „Mittelstandsorientierte Verwaltung“ ausgezeichnet.
2007 gab Schwemer seine Kandidatur als parteiloser Kandidat der CDU für die Landratswahl im Kreis Rendsburg-Eckernförde 2008 bekannt. Er trat damit unter anderem gegen den Amtsinhaber Wolfgang von Ancken an, der Mitglied der CDU war, sich jedoch mit seiner Partei wegen Unstimmigkeiten in der Amtsausführung überworfen hatte. Nach einer Stichwahl am 15. Juni 2008 konnte sich Schwemer mit 52,0 % der Stimmen gegen Frank Martens (SPD) durchsetzen. Der im ersten Wahlgang unterlegene Amtsinhaber von Ancken übergab daraufhin das Landratsamt zum 1. Juli 2008 an Schwemer.
Schwemer ist verheiratet und hat zwei Kinder.